# Bernt Eric Uhlin
Bernt Eric Uhlin, född 26 juni 1950 i Tännäs, Härjedalen, är en svensk professor i medicinsk mikrobiologi och föreståndare för forskningsinstituten UCMR och MIMS vid Umeå universitet. 

## Biografi
Uhlin växte upp på Frösön och gick på naturvetenskapligt gymnasium på Wargentinsskolan i Östersund . Därefter började han studera kemi och mikrobiologi vid Umeå universitet, där han 1978 disputerade på en avhandling om replikering av plasmider – ett slags DNA-molekyler – i tarmbakterien Escherichia coli. Därefter tillbringade han åren 1978–1981 som postdoktor vid University of California, Berkeley, innan han återvände till Umeå universitet där han 1984 blev docent i och 1995 professor i medicinsk mikrobiologi. Hans senare forskning har främst ägnats åt samspelet mellan bakterier och värdceller, och bland annat rört bakterier som orsakar urinvägs- och tarminfektioner.
Åren 2001–2006 var Uhlin ledamot av Vetenskapsrådets ämnesråd i medicin, samt ordförande för beredningsgruppen i mikrobiologi.

## UCMR och MIMS
I början av 2000-talet tog han initiativ till uppbyggnaden av det multidisciplinära Umeå Centre for Microbial Research (UCMR), och var sedan huvudsökande när Umeå universitet 2007 beviljades uppdraget som svensk partner i det nordiska EMBL-partnerskapet. Inom ramen för detta etablerades 2007,  "noden" The Laboratory for Molecular Infection Medicine Sweden (MIMS), där Uhlin som föreståndare till och med våren 2018 bland annat ansvarat för rekryteringen av forskare som Emmanuelle Charpentier. Sedan 2014 är UCMR också värd för Umeå Core Facility Electron Microscopy (UCEM) – en nationell resurs för avancerad elektronmikroskopi.

## Utmärkelser
- 1989 – Erik K. Fernströms svenska pris till unga forskare.[8]
- 1995 – Göran Gustafsson-priset i molekylär biologi
- 2008 – Axel Hirschs pris i bakteriologi (Karolinska institutet)[9][10]
- 2012 - Invald i Kungliga Vetenskapsakademien, med nummer 1630, i klassen för biologiska vetenskaper.[11]
- 2015 – Umeå universitets förtjänstmedalj[12]
- 2023 – H.M. Konungens medalj i 8:e storleken i Serafimerordens band[13]